# ムンニンゲン
ムンニンゲン (ドイツ語: Munningen) はドイツ連邦共和国バイエルン州シュヴァーベン行政管区のドナウ＝リース郡に属す町村（以下、本項では便宜上「町」と記述する）で、エッティゲン・イン・バイエルン行政共同体を構成する自治体の一つである。

## 地理

### 位置
ムンニンゲンはヴェルニッツ川沿いの町で、北のエッティンゲン・イン・バイエルン、南にヴェヒンゲンの中間に位置する。

### 自治体の構成
この町は、公式には7つの地区 (Ort) からなる。このうち小集落や孤立農場などを除く集落を以下に列記する。
- ハイト
- ラウプ
- ムンニンゲン
- シュヴェルスハイム

## 歴史
この町はローマ時代の Losodica城が発掘されているローマ起源の町である。この町は1265年に初めて文献に記録されている。中世にはエッティンゲン伯の支配下にあった。宗教改革の時代、2つの家系に分裂したエッティンゲン家は1550年頃この町を宗教上分割統治した。1806年のライン同盟によってこの町はバイエルン領となった。バイエルンの行政改革に伴う1818年の市町村令によって自治体としてのムンニンゲンが成立した。1978年にシュヴェルスハイムが合併した。

## 行政
ムンニンゲンの町長は、ディートマール・ヘーエンベルガーである。
町議会は10人の議員からなる。

## 見所
傾いた教会塔はこの町の象徴的建造物である。カトリックの教区教会である聖ペテロ・パウロ教会のこの塔は、先端から地面までで、垂直から約1.74m 傾いている。カトリック教会は2007年に内装と屋根を支える骨組みの改修を行った。これにより、貴重な元来の彩色があることが分かった。2007年12月には新しいクリスマスのクリッペが奉納された。このクリッペはオリエント風で 210×70cmの大きさのものである。この像はヴェネツィアの粘土で作られている。

## 経済と社会資本

### 交通
州道 2221号線が町を貫いて、エッティンゲン・イン・バイエルンとヴェヒンゲンを結んでいる。郡道 DON 17号線は連邦道 B466号線に至る。メーゲスハイムに通じる道もある。この他に、町の西側にバイパス道路を建設する計画があり、2009年に着工される見込みである。
この町は公共交通機関につながっていない。

## 引用
1. ↑  https://www.statistikdaten.bayern.de/genesis/online?operation=result&code=12411-003r&leerzeilen=false&language=de Genesis-Online-Datenbank des Bayerischen Landesamtes für Statistik Tabelle 12411-003r Fortschreibung des Bevölkerungsstandes: Gemeinden, Stichtag (Einwohnerzahlen auf Grundlage des Zensus 2011)
2. ↑  Bayerische Landesbibliothek Online